# Добъл
Добъл (на английски: Dobble) е настолна игра за 2 до 8 играчи, която развива наблюдателността, съобразителността, паметта, бързината на реакциите.
Играе се с 55 кръгли карти, всяка от които съдържа по осем символа с различни големина и цвят. Всеки две карти от тестето имат по 7 различни и един еднакъв символ, като символът винаги е в еднакъв цвят, но може да се различава по големина върху двете карти. Има различни варианти на правила на играта, но общото между всичките е свързано с максимално бързото разпознаване и назоваване на дублиращия се символ на собствената и на противниковата карта. Играта приключва, когато един от играчите свърши първи със своето тесте карти.